# Robert d'Orleans
Robert d'Orleans, duc de Chartres (París 1840 - Castell de Saint-Firmin 1910). Príncep de sang de França de la casa dels Orleans amb el tractament d'altesa reial que ostentà el ducat de Chartres per concessió directe del rei Lluís Felip I de França.
Nat al Palau de les Teuleries, a París, el dia 9 de novembre de 1840, sent fill del príncep hereu Ferran Felip d'Orleans i de la duquessa Helena de Mecklenburg-Schwerin. Robert era net per via paterna del rei Lluís Felip I de França i de la princesa Maria Amèlia de Borbó-Dues Sicílies i per via materna del gran duc hereu Frederic Lluís de Mecklenburg-Schwerin i de la princesa Carolina Lluïsa de Saxònia-Weimar-Eisenach.
Robert hagué de partir a l'exili amb la Família Reial dels Orleans l'any 1848 en declarar-se la Segona República i el poseterior nombrament de Napoleó III de França com a emperador de França.
L'11 de juny de 1863, a l'edat de 22 anys, es casà amb la princesa Francesca d'Orleans, filla del príncep Francesc d'Orleans i de la princesa Francesca Carolina del Brasil, a Kingston-on-Thames al comtat de Surrey. La parella tingué cinc fills amb el rang de príncep o princesa:
- Maria d'Orleans, nada a Richmond (Surrey) el 1865 i morta a Copenhaguen el 1909. Es casà amb el príncep Valdemar de Dinamarca.

- Robert d'Orleans, nat a Richmond (Surrey) el 1866 i mort al Castell de Saint-Firmin el 1885.

- Enric d'Orleans, nat a Richmond (Surrey) el 1867 i mort a Saigon el 1901.

- Margarida d'Orleans, nada a Richmond (Surrey) el 1869 i morta a Château de la Forest el 1940. Es casà amb l'aristòcrata francès Marie Armand Patrice de Macmahon, duc de Magenta.

- Joan d'Orleans, nat a París el 1874 i mort a Larache el 1940. Es casà amb la princesa Isabel d'Orleans.

A la mort dels descendents directes del seu germà, el príncep Felip d'Orleans, la descendència del duc de Chartres, en la figura del duc de Guisa i en aquesta branca ara avui resideix la primogenitura de la Casa dels Orleans.
Robert d'Orleans morí el dia 5 de desembre de 1910 al Castell de Saint-Firmin.